# Rémi Jacobs
Rémi Jacobs est un musicologue français, diplômé du Conservatoire national supérieur  de musique et de danse de Paris.

## Biographie
Diplômé du Conservatoire de Paris, Rémi Jacobs y a étudié l’harmonie et le contrepoint, l’histoire de la musique et la musicologie. Il a fait toute sa carrière professionnelle dans des maisons de disques, en particulier comme directeur de collection chez EMI Classics.
Il a notamment réalisé les éditions en CD des enregistrements de György Cziffra, Samson François, Alfred Cortot, Yves Nat, Marcelle Meyer et Aldo Ciccolini.
Parmi les ouvrages qu’il a publiés sur la musique et les musiciens, sa biographie du compositeur brésilien Heitor Villa-Lobos, chez Bleu Nuit éditeur en 2010, a reçu le prix du meilleur livre sur la musique décerné par le Syndicat professionnel de la critique de théâtre, de musique et de cinéma. Sa biographie d'Alfred Cortot, en collaboration avec François Anselmini, a reçu le Prix de la critique décerné en 2018 par le Syndicat Professionnel de la critique, Théâtre, musique et danse.
ll est docteur en musicologie (2025)
Il est Chevalier des Arts et des Lettres (2007).

## Publications
- La symphonie, Paris, P.U.F, 1976.
- Mendelssohn, Paris, Seuil, 1977.
- Sur les musiciens, par Robert Schumann, traduction de Henry de Curzon, préface et notes de Rémi Jacobs, Paris, Stock, 1979.
- La symphonie, 2ème édition mise à jour, Paris, Presses universitaires de France, 1983.
- La symphonie, 3ème édition corrigée, Paris, Presses universitaires de France, 1996.
- Heitor Villa-Lobos, Paris, Bleu nuit édition, 2010.
- Brassens : les trompettes de la renommée, avec Jacques Lanfranchi, Paris, l'Archipel, 2011.
- Le trio Cortot-Thibaud-Casals, avec François Anselmini, préface du Trio Wanderer, Arles, Actes sud, 2014.
- Alfred Cortot, avec François Anselmini, Paris, 2018[3],[4],[5].
- Voyage de jeunesse : lettres européennes (1830-1832), par Felix Mendelssohn, préface de Rémi Jacobs, Paris, Stock.